# B

Litera Bb scrisă cu fontul „School Script Dashed”.

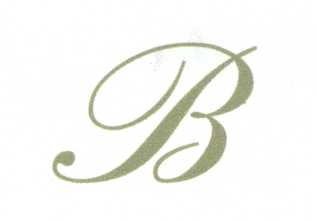
Majuscula B

Minuscula b

B (numită: /be/) este a doua literă din alfabetul latin și a patra din alfabetul limbii române. În limba română B notează o consoană oclusivă bilabială sonoră.

## Istoric
Este posibil ca litera mare "B" să fi derivat dintr-o hieroglifă egipteană ce reprezenta schița unei case. În 1050 î.Hr., litera beth sau bet din alfabetul fenician avea deja o formă liniară. Simbolul fenician bēth („casă) a fost adoptat de greci ca beta și de romani ca B.
| Hieroglifa egipteană pentru casă | Casă proto-sinaitică, de la care derivă bet-ul fenician | Bet fenician    | Beta grecesc | B etrusc   | B roman |
| -------------------------------- | ------------------------------------------------------- | --------------- | ------------ | ---------- | ------- |
| Egyptian hieroglyphic house      |                                                         | Phoenician beth | Greek beta   | Etruscan B | Roman B |

## Caractere asemănătoare

### Predecesori, succesori și frați
- 𐤁 : litera semitică bet, ce e originea următoarelor caractere
  - Β β : litera grecească beta, din care derivă B-ul latin
    - Ⲃ ⲃ : litera coptică Bēta, ce derivă de la beta-ul grecesc
    - Б б : litera chirilică Buche, ce derivă de la beta-ul grecesc
    - 𐌁 : vechiul B italic, ce derivă de la beta-ul grecesc
      - ᛒ : litera runică Berkanan, ce derivă probabil de la vechiul B italic

    - 𐌱 : litera gotică bercna, ce derivă de la beta-ul grecesc
- simboluri ale Alfabetului Fonetic Internațional asemănătoare cu B: ɓ ʙ β
- B cu diacritice: Ƀ ƀ Ḃ ḃ Ḅ ḅ Ḇ ḇ Ɓ ɓ ᵬ ᶀ
- ᴃ ᴯ ᴮ ᵇ : B-ul barat din Alfabetul Fonetic Uralic

## Alte reprezentări
| Alfabetul fonetic NATO | Codul Morse |
| Bravo                  | –···        |

|                                                 |                     | ⠃       |
| Sistemul de semnalizare maritimă internațională | Alfabetul semaforic | Braille |